# Tingrith
Tingrith, est un petit village et une paroisse civile du Central Bedfordshire, en Angleterre.